# Манизер, Генрих Генрихович

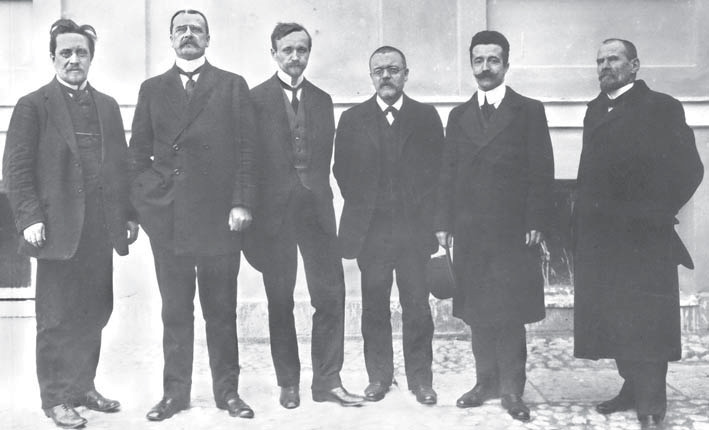
Группа сотрудников МАЭ, 1914 год. Слева направо: К. В. Щенников, Г. Г. Манизер, Я. В. Чекановский, С. М. Дудин, В. М. Лемешевский, Э. К. Пекарский

Ге́нрих Ге́нрихович Ма́низер (1889—1917) — российский этнограф и языковед, специалист по этнографии и языкам индейцев Бразилии, коллекционер; старший сын живописца Генриха Манизера, брат скульптора Матвея Манизера.

## Биография
Родился 21 сентября (3 октября по новому стилю) 1889 года в Петербурге. Брат М. Г. Манизера.
Окончил Петербургский университет в 1912 году.
В 1914—1915 годах участвовал в экспедиции в Южную Америку, где собирал этнографические и лингвистические материалы среди индейских племён (ботокуды и другие) и городского населения Бразилии, а также коллекции для этнографических музеев. Большую ценность представляют составленные им словари четырёх индейских языков, описание жизни ботокудов и другие этнографические работы. По возвращении в Петроград Манизер подготовил монографию об экспедиции Г. И. Лангсдорфа в Бразилию.
В 1916 году поступил добровольцем в армию и участвовал в Первой мировой войне.
Умер на фронте от тифа 21 июня (4 июля по новому стилю) 1917 года.

## Опубликованные труды
- Русские студенты в Южной Америке // Биржевые ведомости. 1916 а. 23 мая;
- Индейские впечатления // Биржевые ведомости. 1916 б. 27 мая;
- Антропологические данные о гиляках // Ежегодник Русского Антропологического общества при Императорском Петроградском университете / Под ред. С.И. Руденко. Пг., 1916 в. Т. 6. С. 1–48;
- Ботокуды (боруны) по наблюдениям во время пребывания среди них в 1915 г. // Ежегодник Русского Антропологического общества при Петроградском университете. Пг., 1916 г. Т. 6. С. 83–130;
- Из путешествия по Южной Америке в 1914–1915 гг. // Природа. 1917. № 5–6. С. 620–660;
- Музыка и музыкальные инструменты некоторых племен Бразилии (1. Кадиувео. 2. Терено. 3. Файя. 4. Каинганг. 5. Гуарани. 6. Ботокудо) // Сборник Музея антропологии и этнографии. 1918. Т. V, вып. 1. С. 319–350;
- Manizer Henri. Les botocudos (Boruns) d'aprés les observations recueillies pedant um séjour chez eux en 1915 // Arquivos do Museu Nacional. 1919. Vol. 22, sep. Rio de Janeiro: Imprensa Nacional. P. 243–273;
- Manizer H. Les Kaingangs de São Paulo // Proceedings of the XXIIIth International Congress of Americanistes, held at New York, September 17–22, 1928. N.Y., 1930. P. 760–791;
- Manizer Henri Henrikovitch. Música e instrumentos de música de algumas tribos do Brasil. Segundo notas e observações pessoaes, e o material do Museu de Anthropologia e Ethnografia, annexo à Academia das Sciencias da Rússia (Traduzido do russo por A. Childe) // Revista Brasileira de Música. 1934. Vol. 1, fasc. 4. Rio de Janeiro. P. 303–327;
- Манизер Г. Г. Экспедиция академика Г. И. Лангсдорфа в Бразилию (1821—1828) / Под ред., со вступ. ст. и коммент. Н. Г. Шпринцин. — М.: Географгиз, 1948. — 180 с. — (Записки Всесоюзного Географического общества. Новая серия; Т. 5). — 15 000 экз.
- Из записей русского путешественника по Южной Америке / Подготовка публикации, вступление и комментарии А.Д. Дридзо // Латинская Америка. 2003. № 3. С. 62–73;
- Manizer G.G. A expedição do académico G.I. Langsdorff ao Brasil: 1821 — 1828. (Tradução Osvaldo Peralva.) — São Paulo: Ed. Nacional, 1967. 244 p. Manizer H. Os Kaingang de São Paulo. Campinas: Editora Curt Nimuendaju, 2006[2].